# Оссолинский, Кшиштоф
Кшиштоф Оссолинский (28 апреля 1587, Буковско — 24 февраля 1645, Краков) — государственный и военный деятель Речи Посполитой, дворянин королевский (1607), подстолий сандомирский (1618), подкоморий сандомирский (1620) и воевода сандомирский (1638—1645), каштелян садецкий (1633) и войницкий (1636), польский писатель и переводчик.

## Биография
Представитель польского магнатского рода Оссолинских герба «Топор». Старший сын старосты саноцкого Яна Збигнева Оссолинского (1555—1623) от первого брака с Ядвигой Сененской.
Получил образование в иезуитском коллегиуме в Люблине. В 1604—1612 годах учился в иезуитском университете в Вюрцбурге, после завершения обучения вернулся вместе со своим младшим братом Максимилианом Оссолинским на родину и начал политическую карьеру. В 1607 году стал дворянином королевским. В 1608 году с королевскими посланиями ездил в Грац и Флоренцию, затем учился в Болонском и Падуанском университетах. В 1614 году после возвращения на родину отец отправил его в составе польской армии в Подолье. Участвовал в нескольких военных кампаниях против крымских татар и турок-османов. В 1618 году Кшиштоф Оссолинский был назначен подстолием сандомирским, а в 1620 году стал подкоморием сандомирским.
Неоднократно избирался послом на сеймы, где занимался экономическими вопросами — ценами, чеканкой монет и доставкой провианта в войска. В 1632 году был избран депутатом по ревизии казны и работал над реформированием парламента и системой обороны государства. На элекционном сейме 1632 года претендовал на должность маршалка сейма, которую получил Якуб Собеский. В 1633 году был назначен каштеляном садецким, а через три года — войницким. Как сторонник контрреформации был виновен в изгнании ариан из Ракова, Иваниски и Скжелова. В 1638 году Кшиштоф Оссолинский получил должность воеводы сандомирского.
После своего отца унаследовал часть имения Мелец, которое вскоре вместе с братом Максимилианом поменял на Иваниску. Около 1627 года в селе Уязд построил для себя замок-резиденцию Крыжтопор. Значительные доходы ему принесло исключительное право снабжать провиантом армию Речи Посполитой во время прусской кампании против шведов в 1626 году, в которой он сам принимал активное участие.
24 февраля 1645 года скончался в Кракове и был похоронен в костёле босых кармелитов.

## Семья
Кшиштоф Оссолинский был трижды женат. В 1615 году первым браком женился на Софии Циковской (ум. 1638), от брака с которой имел единственного сына:
Кшиштоф Вандалин Оссолинский (ум. 1649), староста вислицкий, стопницкий и ропчицкий
В 1638 году, оводовев, вторично женился на Софии Красинской (ум. 1642), вдове каштеляна сандомирского Николая Лигезы. В 1642 году в третий раз женился на Софии Эльжбете Фирлей (ум. после 1650), дочери воеводы сандомирского Николая Фирлея и Регины Олесницкой. От двух последних браков детей не имел.